# Ella Zipser
Ella Zipser (* 29. Mai 1926 in Oberwart als Eleonore Freislinger; † 11. Juni 2012) war eine österreichische Politikerin (SPÖ). Sie war von 1983 bis 1988 Abgeordnete zum Nationalrat.

## Leben
Ella Zipser besuchte nach der Volksschule das Gymnasium Oberschützen und legte 1944 die Matura ab. Danach absolvierte sie zwischen 1946 und 1949 das Konservatorium in Graz. Sie war zwischen 1947 und 1954 als Musiklehrerin an der Musikschule Oberwart beschäftigt und danach als Hausfrau aktiv. Ihre politische Karriere begann Zipser zwischen 1962 und 1967 als Gemeinderätin in Eisenstadt, danach war sie von 1967 bis 1977 Kulturstadträtin. Nachdem sie vom 27. Jänner 1975 bis zum 31. Mai 1983 Abgeordnete zum Burgenländischen Landtag gewesen war und als Kultursprecherin gewirkt hatte, vertrat sie die SPÖ vom 1. Juni 1983 bis zum 31. Dezember 1988 im Nationalrat. Zipser war zudem Landesfrauenvorsitzende und Stellvertreterin des Landesparteiobmannes der SPÖ Burgenland sowie geschäftsführende Bezirksparteiobfrau der SPÖ Eisenstadt und Vorsitzende der Volkshilfe Burgenland. Des Weiteren gründete Zipser den Verein „Tagesmütter Burgenland“, dessen Ausbildungspläne österreichweit für die Ausbildung der Tagemütter übernommen wurde.